# ヘルベルト・ヴェーナー

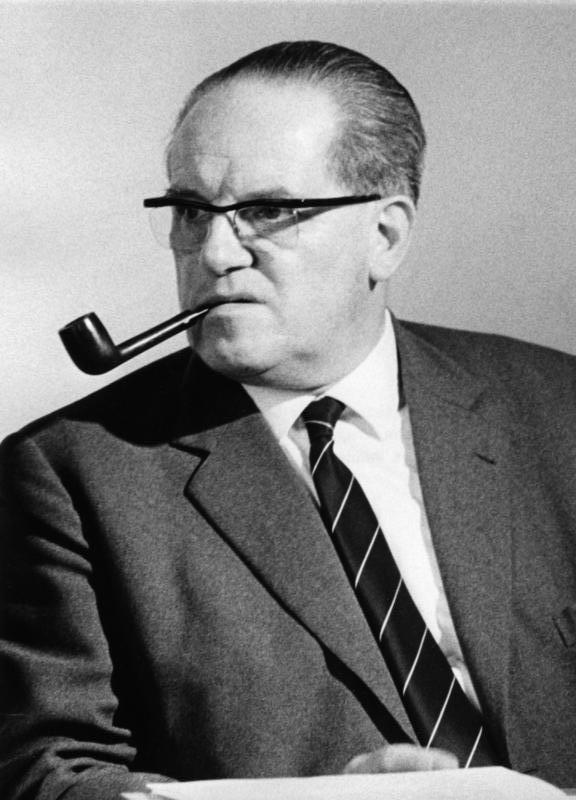
ヴェーナー（1966年）

ヘルベルト・リヒャルト・ヴェーナー（Herbert Richard Wehner, 1906年7月11日–1990年1月19日）は、ドイツ（西ドイツ）の政治家。所属政党は第二次世界大戦前はドイツ共産党（KPD）、第二次世界大戦後はドイツ社会民主党（SPD）。西ドイツで全ドイツ問題相、SPDドイツ連邦議会院内総務を歴任。

## 経歴

### 共産党員
靴職人の息子としてドレスデンに生まれる。父親は兵士として第一次世界大戦に従軍し、社会民主主義者、社会主義者や共産主義者との交流を持っていた。少年期に社会主義労働者青年団（SAJ）に加入したが、1923年にエーリヒ・ミューザムに近いアナルコサンディカリスムの青年団に加入するため脱退した。のちにヴェーナーはこのことについて、同年グスタフ・シュトレーゼマン内閣がドイツ共産党（KPD）とドイツ社会民主党（SPD）の連立からなるザクセン州の左翼政権を倒すために軍隊を派遣し、それにSPDが同調して統一戦線を裏切ったことを理由に挙げている。しかしミューザムの平和主義路線は若いヴェーナーには飽き足らなくなった。1924年に中等教育修了資格を得ると、ドレスデンで小売業の修業を始めたが、過激派活動を嫌われて解雇され、労働組合でジャーナリストとして働き始めた。
1927年にドイツ共産党に入党し、同年同党の慈善団体のドレスデン地区事務局長になる。以後党内で勤勉さと弁舌の才を発揮して頭角を現し、州議会議員に当選。1930年には党ザクセン支部書記長代行に就任し、翌年州議会議員を辞してベルリンの党本部に移り、ヴァルター・ウルブリヒトの下で働いた。1932年に党政治局技術書記に就任。しかし翌年ナチス政権が成立し、共産党は活動を禁止された。

### ソ連亡命
ヴェーナーは地下活動に従事し、1935年に中央委員会の一員としてソビエト連邦の首都モスクワに亡命した。クルト・フランクの偽名でモスクワでドイツ語紙『ドイツ中央新聞』の論説員となる。折しもヨシフ・スターリンによる大粛清でドイツ人亡命者も数多く犠牲になったが、ヴェーナーは生き残ることができた。後年公開された資料によれば、当時ヴェーナーはソ連当局にドイツ人亡命者の政治的「欠点」などを報告していた。例えば「デア・シュピーゲル」誌が入手した資料によれば、ユダヤ人作家で共産党員のヘルムート・ヴァイスは、ヴェーナーの告発により内務人民委員部（NKVD）の捜査を受け、重労働刑10年を受けている。1937年にはチェコのヴォレンベルク＝ラズロ・グループと連絡を取ったとして17人を密告し、それは逮捕・投獄・処刑に繋がった。
第二次世界大戦中の1941年に党の指令で中立国スウェーデンに赴き、ドイツ国内への共産主義者の潜入と反ナチ抵抗運動を組織した。翌年ストックホルムでスパイ活動の罪で逮捕され、懲役1年の刑を受けた。もっともこれは、党に指令されたドイツ国内での抵抗運動組織化活動から逃れるためだったとも言われている。これによりヴェーナーはヴィルヘルム・ピークを主席とする政治局から除名され、獄中で共産党から脱退した。

### SPD
1946年にドイツに戻り、ハンブルクでドイツ社会民主党に加入した。ここでは党の新聞「ハンブルクのこだま」紙編集員として働いていた。そんな中早くもクルト・シューマッハー党首に認められた。1948年に党ハンブルク地区代表委員。翌年ドイツ連邦議会選挙に出馬して当選し、議会の全ドイツおよびベルリン問題委員会委員長に就任。1952年から1958年まで、欧州議会議員（加盟国議会議員との兼任）。1953年から党外交および全ドイツ問題委員会会員。1956年、連邦議会外交委員会副委員長。1957年、連邦議会の党院内副総務。翌年副党首に就任。ゴーデスベルク綱領の採択に尽力し、1959年にSPDはマルクス主義との訣別を宣言し、国民政党に脱皮した。1960年には連邦議会で演説し、SPDの外交政策を改め、親西側路線に大きく舵を切った。
1966年、大連立によるクルト・ゲオルク・キージンガー内閣が成立すると、全ドイツ問題相として入閣した。東ドイツからの政治亡命者希望者の身柄を金銭と引き換えで引き受ける「フライカウフ（自由買い）」を行う。また同年、従来SPDが反対してきた小選挙区制導入に賛成の意を表明し（1968年に党大会で採択）、ドイツキリスト教民主同盟（CDU）との連立交渉の駆け引きの道具にするなど、エーリッヒ・メンデと共に辣腕を発揮した。一方で1969年に選挙制度改革について「馬鹿馬鹿しかったことがもっと馬鹿馬鹿しくなるだけだ」と前言をすり替えるなど、策士としても知られた。

### ブラント政権の「養育係」
1969年にSPD首班のヴィリー・ブラント政権が成立すると、連邦議会党院内総務に就任して、過半数確保が不安定なブラント政権を議会から支え、SPD政権の「養育係」とあだ名されるようになった。とりわけ、1972年のCDU党首ライナー・バルツェルによるブラント内閣に対する建設的不信任決議案提出の際はあらゆる手を尽くしてこれを葬り去り、のちに「真実は汚いものだ。院内総務が知っていても、首相が知らないほうが良いこともある」と回顧している。同年の連邦議会選挙でSPDは初めて議会第一党になったが、この勝利もヴェーナーの手腕によるところが大きいとされる。

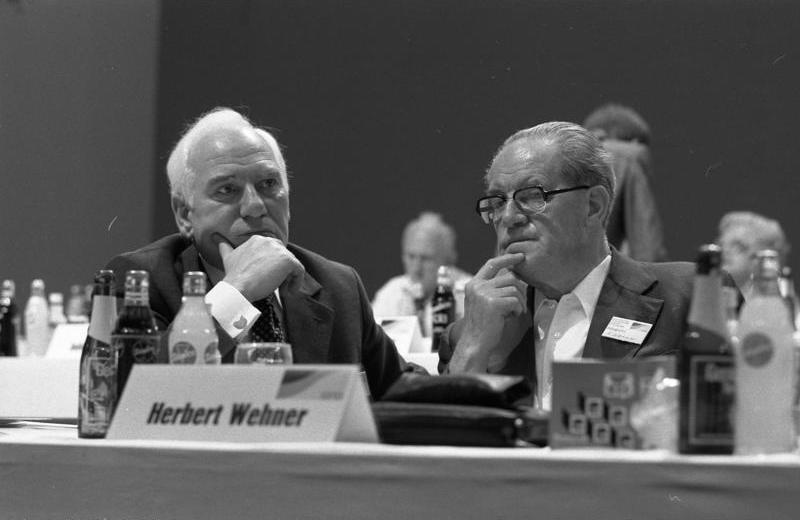
1976年党大会でのヴェーナー（右）

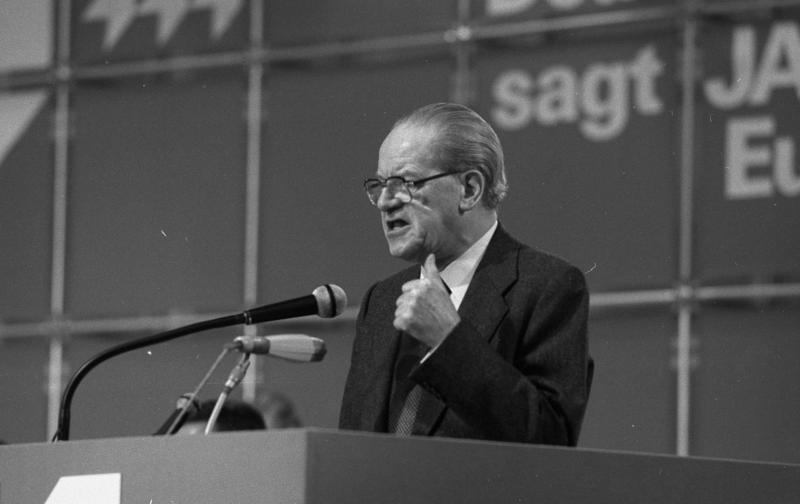
党大会で演説するヴェーナー（1978年12月）

ブラント政権の東方外交の一環として、1973年5月、自由民主党のヴォルフガング・ミシュニック議員と共に東ドイツを訪問し、エーリッヒ・ホーネッカー国家評議会議長と会見し、東西ドイツ関係上の人道的諸問題について話し合った。1974年にギヨーム事件が発覚してブラント政権が総辞職した際、ヴェーナーはブラントに引導を渡したとも、ブラント続投への支援を約束していたとも言われる。いずれにせよヴェーナーの支持により、ブラントは首相辞任後もSPD党首に留まり続けた。
1980年のドイツ連邦議会選挙にも当選し、ヴェーナーは議会最長老になった。ドイツ連邦議会発足以来25年の長きにわたり議席を維持し続けたのはヴェーナーを含め10人しかいない。1982年9月にヘルムート・シュミット政権（SPD）が崩壊してヘルムート・コール（CDU）政権が成立し、総選挙が行われることになった1983年3月、ヴェーナーは出馬せず政界を引退した。
34年の議員生活で78回の譴責を受けたが、これは他に並ぶ者が無い記録である。対立する政党の議員の名字をもじった蔑称で呼びかけたり、議員控室から右派議員を突き飛ばして閉め出し、10日間の登院停止処分を受けたこともある。演説は激烈で攻撃的で、その対象となったのは政治家ばかりでなくジャーナリストも同じだった。また東ドイツと独自のパイプを持ち、東ドイツのスパイマスターのマルクス・ヴォルフもヴェーナーとの接触があったと回顧するなど、西ドイツ政界の一時代を代表する豪腕であると同時に影の部分のある人物であった。

## 人物
ヴェーナーは生涯三度結婚した。1927年に女優のロッテ・レービンガーと結婚し、ついで1944年にシャルロッテ・ブルメスター（旧姓クラウゼン）と再婚した。1979年にシャルロッテが死去すると、1983年にその連れ子で義理の娘にあたるグレタと再婚した。これは自分の遺産相続分と、自分の死後寡婦年金をグレタが受け取れるようにするためだったという。グレタはそれ以前からヴェーナーの秘書および身の回りの世話係として接していた。
ヴェーナーは長年患っていた糖尿病に起因する多臓器不全のため、ドイツ再統一を目前とした1990年1月にボンで死去した。ボン＝バート・ゴーデスベルクの墓地に、二番目の妻シャルロッテの傍らに葬られた。1986年にハンブルク市名誉市民となった他、2000年にハンブルク、ついで2006年にバート・ゴーデスベルクで、広場にヴェーナーの名が冠された。

## 著作
- Rosen und Disteln - Zeugnisse vom Ringen um Hamburgs Verfassung und Deutschlands Erneuerung in den Jahren 1848/49, Verlag Christen & Co., Hamburg, 1948.
- Unsere Nation in der demokratischen Bewährung; in: Jugend, Demokratie, Nation, Bonn, 1967, S. 19 bis 32.
- Bundestagsreden, mit einem Vorwort von Willy Brandt, 3.A., Bonn 1970
- Bundestagsreden und Zeitdokumente, Vorwort Bundeskanzler Helmut Schmidt, Bonn 1978
- Wandel und Bewährung. Ausgewählte Reden und Schriften 1930/1980 (hrsg. von Gerhard Jahn, Einleitung von Günter Gaus), Frankfurt/M. 1981, ISBN 3-550-07251-1.
- Zeugnis (hrsg. von Gerhard Jahn), Köln: Kiepenheuer & Witsch 1982, ISBN 3-462-01498-6.
- Selbstbestimmung und Selbstkritik. Erfahrungen und Gedanken eines Deutschen. Aufgeschrieben im Winter 1942/43 in der Haft in Schweden (hrsg. von August H. Leugers-Scherzberg, Geleitwort Greta Wehner), Köln: Kiepenheuer & Witsch 1994. ISBN 3-462-02340-3.
- Christentum und Demokratischer Sozialismus. Beiträge zu einer unbequemen Partnerschaft. Hrsg. Rüdiger Reitz, Dreisam Verlag Freiburg i.Br. 1985 ISBN 3-89125-220-X

## 文献
- Akademie Kontakte der Kontinente (編): Menschen unserer Zeit: Herbert Wehner. Ein Lebensbild. Publikationsbüro AG. (Red. H. Reuther), Luzern/Zürich 1969
- Reinhard Appel: Gefragt: Herbert Wehner. Berto, Bonn 1969
- Cicero. Magazin für politische Kultur: Schwerpunktheft Herbert Wehner (Beiträge von: Klaus Harpprecht, Nina Hermann, Vanessa Liertz), Potsdam, September 2004. ISSN 1613-4826 / ZKZ 63920.
- Helge Döhring: Der Anarchist Herbert Wehner: Von Erich Mühsam zu Ernst Thälmann, in: FAU-Bremen (Hg.): Klassenkampf im Weltmaßstab, aus der Reihe: Syndikalismus - Geschichte und Perspektiven, Bremen 2006.
- Ralf Floehr, Klaus Schmidt: Unglaublich, Herr Präsident! Ordnungsrufe / Herbert Wehner. la Fleur, Krefeld 1982, ISBN 3-9800556-3-9
- Hans Frederik: Gezeichnet vom Zwielicht seiner Zeit. VPA, Landshut 1969, ISBN 3-921240-02-6
- Hans Frederik: Herbert Wehner. Das Ende seiner Legende. VPA, Landshut 1982. ISBN 3-921240-06-9
- Alfred Freudenhammer, Karlheinz Vater: Herbert Wehner. Ein Leben mit der Deutschen Frage. Bertelsmann, München 1978, ISBN 3-570-05447-0
- Jürgen Kellermeier: Menschen unserer Zeit. Persönlichkeiten des öffentlichen Lebens, der Kirche, Wirtschaft und der Politik - Herbert Wehner. Transcontact, Bonn 1976
- Hubertus Knabe: Die unterwanderte Republik. Stasi im Westen. Propyläen, Berlin 1999, S. 153-181, ISBN 3-549-05589-7
- Theo Pirker: Die SPD nach Hitler. Olle & Wolter, Berlin 1977
- Reinhard Müller: Herbert Wehner. Moskau 1937. Hamburger Edition, Hamburg: 2004, ISBN 3-930908-82-4
- Reinhard Müller: Die Akte Wehner. Moskau 1937 bis 1941. Rowohlt, Berlin 1993, ISBN 3-87134-056-1
- Reinhard Müller: Herbert Wehner. Eine typische Karriere der stalinisierten Komintern? Auch eine Antikritik,in: Mittelweg 36, Jg. 14, 2005, H. 2, S. 77-97
- Wolfgang Prosinger: Das Unbedingte. Sie waren das Paar in Bonn: er ihr Stiefvater, sie seine Assistentin. Greta Wehner über Liebe und Politik. In: Der Tagesspiegel Nr. 18644, Berlin, 31. Oktober 2004; S. 3.
- Knut Terjung (編): Der Onkel. Herbert Wehner in Gesprächen und Interviews. Hoffmann & Campe, Hamburg 1986, ISBN 3-455-08259-9
- Greta Wehner: Herbert Wehner: Die Alzheimersche Krankheit. Vortrag am 12. November 1992. Europäisches Bildungswerk, Brandenburg/Havel 1992 (MS-Typoskript, unveröffentlicht)
- マルクス・ヴォルフ: Spionagechef im geheimen Krieg. Erinnerungen. List, Düsseldorf 1997, ISBN 3-471-79158-2

### 伝記
- Claus Baumgart, Manfred Neuhaus (編): Günter Reimann - Herbert Wehner. Zwischen zwei Epochen. Briefe 1946. Kiepenheuer, Leipzig 1998, ISBN 3-378-01029-0
- Friedemann Bedürftig (編): Die Leiden des jungen Wehner: Dokumentiert in einer Brieffreundschaft in bewegter Zeit 1924-1926. Parthas, Berlin 2005, ISBN 3-86601-059-1
- August H. Leugers-Scherzberg: Die Wandlung des Herbert Wehner. Von der Volksfront zur großen Koalition. Propyläen, Berlin 2002, ISBN 3-549-07155-8
- Christoph Meyer: Herbert Wehner. Biographie. dtv, München 2006, ISBN 3-423-24551-4
- Günther Scholz: Herbert Wehner. Econ, Düsseldorf 1986, ISBN 3-430-18035-X
- Michael F. Scholz: Herbert Wehner in Schweden 1941-1946. Oldenbourg, München 1995, ISBN 3-486-64570-6
- Hartmut Soell: Der junge Wehner. Zwischen revolutionärem Mythos und praktischer Vernunft. DVA, Stuttgart 1991, ISBN 3-421-06595-0
- Wolfgang Dau, Helmut Bärwald, Robert Becker (Hrsg.): Herbert Wehner: Zeit seines Lebens. Becker, Eschau 1986